# Emeryopone
Emeryopone is een geslacht van mieren uit de onderfamilie van de Ponerinae (Oermieren).

## Soorten
- E. buttelreepeni Forel, 1912
- E. franzi (Baroni Urbani, 1975)
- E. loebli (Baroni Urbani, 1975)
- E. melaina Xu, 1998
- E. narendrani Varghese, 2006